# Nikolai von Baranoff (General)

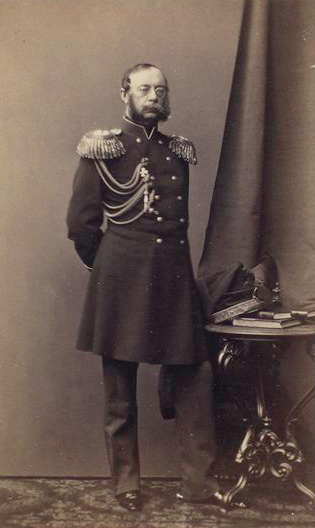
Fotoportrait (1865)

Graf Nikolai Trofimowitsch von Baranoff (russisch: Николай Трофимович Баранов, * 19. Oktober 1808 in Reval; † 26. Mai 1883 in Sankt Petersburg) war ein russischer General der Infanterie in der Kaiserlich-russischen Armee. Er wurde 1846 in den russischen erblichen Adelsstand erhoben. Er und seine Nachkommen tragen den Titel eines russischen Grafen.

## Leben
Nikolai begann seine militärische Laufbahn an der Militärschule als Garde-Fähnrich. Seit 1827 diente er im Izmajlov-Garde-Regiment, welches zur AltenGarde zählte und dessen Oberbefehlshaber Zar Nikolaus I. (1796–1855) war. Mit diesem Regiment nahm an der Belagerung von Warna und 1831 beim Sturm auf Warschau teil. In Warschau wurde er schwer verwundet und erhielt einen längeren Genesungsurlaub. 1835 wurde er zum Adjutanten des Großfürsten Michael Pawlowitsch (1798–1849) ernannt und ab 1849 als Flügeladjutanten seiner kaiserlichen Hoheit berufen. Seine Beförderung zum Generalmajor á la Suite erfolgte 1855, zwischenzeitlich war er Kommandeur der 6. Garde-Reserve-Brigade. 1846 erhob ihn – und seine Brüder – der Zar in den russischen Grafenstand. Danach war er ausschließlich im Hofdienst tätig und kommandierte die Schloß-Grenadier-Kompanie. 1861 wurde er Generaladjutant seiner Majestät und zum Generalleutnant befördert. Letztlich erhielt er 1877 den Rang eines Generals der Infanterie.

## Herkunft und Familie
Nikolai stammte aus dem russisch-schwedischen Uradel der Familie von Baranoff, die seit der Mitte des 16. Jahrhunderts in Estland und Livland ansässig war. Sein Vater war der russische Kammerherr und Wirkliche Staatsrat Trofim Johann Ludwig von Baranoff (1779–1828), der mit Juliane Sophie von Adlerberg (1789–1874) verheiratet war. Seine Brüder waren die russischen Generale Johann Eduard Graf von Baranoff (1811–1884) und Paul Graf von Baranoff (1814–1864). Nikolai heiratete Elisabeth Nikolaijewna Poltawzew (1817–1866; gest. in Nizza), die Ehe blieb kinderlos. Einer seiner Vetter gleichen Namens war der Maler Nikolai von Baranoff (1808–1863).